# نفل أرجواني
النفل الأرجواني أو البرسيم الأحمر (باللاتينية: Trifolium purpureum) نوع نباتي من جنس النفل من الفصيلة البقولية.

## البيئة والانتشار
موطنه الأصلي حوض البحر الأبيض المتوسط من بلاد الشام ومصر والمغرب العربي إلى جنوب أوروبا وتركيا.

## مرادفات للاسم العلمي
- (باللاتينية: Trifolium desvauxii Boiss. & C. I. Blanche)
- (باللاتينية: Trifolium loisleuri Rouy)
- (باللاتينية: Trifolium angustifolium subsp. purpureum (Loisel.) Ponert)